# Черница (крепость)
Черница — древняя крепость в Псковской земле. Являлась одним из опорных пунктов Пскова, а впоследствии и централизованного Русского государства на границе с Великим княжеством Литовским. Упоминается наряду с другими псковскими крепостями в летописном «Списке русских городов дальних и ближних». На её месте впоследствии сохранялся Черницкий погост, который в XX веке стал частью деревни Алексино Опочецкого района Псковской области. Вблизи протекает одноимённая река.
Была построена предположительно в XIII—XIV веках, на высокой возвышенности. Занимала до гектара площади, окружающий посад — около 6 га. Крепость вплотную примыкала к литовской границе. Погибла, вероятно в XVI веке, в связи с русско-польской войной 1577—1582 годов и походами в Северо-Западную Русь короля Стефана Батория.